# A.L. Steiner
Pour les articles homonymes, voir Steiner.
A. L. Steiner, née en 1967 à Miami, Floride est une artiste multimédia, éducatrice et auteure américaine, vivant à Brooklyn, New York,. Ses projets artistiques solo et collaboratifs utilisent des constructions de photographie, de vidéo, d’installation, de collage et de performance. L’art de Steiner intègre des éléments queer et éco-féministes. Elle est membre du groupe musical Chicks on Speed et, avec Nicole Eisenman, co-commissaire et cofondatrice de Ridykeulous (en), un projet de conservation qui encourage les expositions d'art queer et féministe.

## Biographie
A. L. Steiner est née en 1967 à Miami, en Floride. Steiner obtient un baccalauréat des arts en communication en 1989 de l'université George Washington.
Steiner est professeure adjointe invité et directrice du programme M.F.A à la Roski School of Art and Design de l'université de Californie du Sud en 2014. En 2016, elle est nommée critique à la Yale School of Art et occupe le poste de critique principale de l'école en cinéma/vidéo. Elle est également professeure au programme de photographie M.F.A du Bard College.
Steiner est lauréate du prix de la Fondation pour les arts contemporains  en 2017, du  Prix de Berlin (en) 2015-2016,, et de la bourse 2015 de la Fondation Louis Comfort Tiffany (en).

## Œuvres
En 2012, elle produit l'installation Puppies & Babies, un montage photo de clichés personnels montrant des bébés, des femmes enceintes dans des pauses parfois provocantes et des chiens se faisant câliner par leurs propriétaires. Maggie Nelson écrit un essai sur cette œuvre et la mentionne à plusieurs reprises dans Les Argonautes. Selon Nelson, l'exposition de Steiner questionne la séparation entre le cliché familial ringard et le cliché artistique, et entre le  soi-disant radical ou du soi-disant normatif ».

### More real than reality itself(2014)
More real than reality itself, est une installation vidéo pour la Whitney Biennial de 2014,. L’œuvre examine le militantisme politique et les films documentaires, en particulier leur utilisation de récits linéaires.

### Community Action Center(2010)
De 2007 à 2010, A. L. Steiner et A. K Burns réalisent Community Action Center. Il s'agit d'une vidéo de soixante-neuf minutes qui utilise l'érotisme pour documenter la vie sexuelle et politique personnelle des gens de leur communauté affective, avec une orientation queer. La vidéo est tournée dans l'État de New York et à Los Angeles,. En 2013, Burns et Steiner présentent la vidéo lors d'une tournée dans quatorze villes et dix États appelée Community Action Center : La tournée d'été X-Cuntry. La tournée culmine en octobre 2013, avec une représentation en soirée à The Kitchen, à New York. La vidéo est accompagnée de performances en direct de Justin Vivian Bond, Nick Hallett, Sam Miller, K8 Hardy et d'autres artistes de la bande originale du Community Action Center.

### Grand New York(2010)
Steiner était l'une des 68 artistes à participer à l'exposition quinquennale du Grand New York. Sa contribution, intitulée Angry, Articulate, Inevitable consistait en un collage de photographies de Steiner réparties sur plusieurs murs.

### 1 million de photos, 1 euro chacune (commande minimum)(2005)
1 million de photos, 1 euro chacune est un collage installé dans la salle de projet de John Connelly Presents. Il regroupe des photographies principalement des femmes mais aussi d'hommes et de plans de nature sexuelle de tailles variables. Il y a aussi une petite télévision diffusant en boucle, en mode animation en volume, des photographies accrochées au mur et d'autres, avec du texte souvent le titre de l'œuvre entre elles.

## Activisme

### W.A.G.E
A. L. Steiner est cofondatrice avec A.K. Burns (en) de Working Artist and the Greater Economy (en) (W.A.G.E), un groupe militant basé à New York fondé en 2008. W.A.G.E préconise que les artistes, les interprètes et les conservateurs indépendants travaillant avec des institutions américaines soient rémunérés pour leur travail.

## Collections permanentes
- Untitled (Alex Eating Berries), Photography, Brooklyn Museum of Art[21].
- The Marieluise Hessel collection
- The Museum of Modern Art[22].